# 中国国鉄韶山7型電気機関車
中国国鉄韶山7型電気機関車（ちゅうごくこくてつしょうざん7がたでんききかんしゃ）（SS7）は1992年から製造された中華人民共和国鉄道部（中国国鉄）の交流用電気機関車である。

## 概要
1987年に川崎重工より輸入した6K型電気機関車の使用実績が良好であったので、6K型の技術を元に大同機車廠が113両製造し、6K型同様に山岳区間の運用に用いられた。1997年に南昆線に投入された際に故障が頻発。2003年5月から10月の僅かな期間に14両のSS7に問題が発生した。その後改良が加えられ、2004年の一年間で僅か4件に抑えられた。
また汎用性についても6K型には及ばず、後に改良型としてSS7B、7C、7D、7Eが製造され、それぞれ異なる用途に合わせた仕様となっており、SS7Eは軸配置がCo-Coとなっている。

## 命名機
- SS7-0076号機 : 五四紅旗号

## その他
1997年度の「国家級科学技術進歩二等賞」と「鉄道部科学技術進歩一等賞」を受賞している。